# Aixafacaps

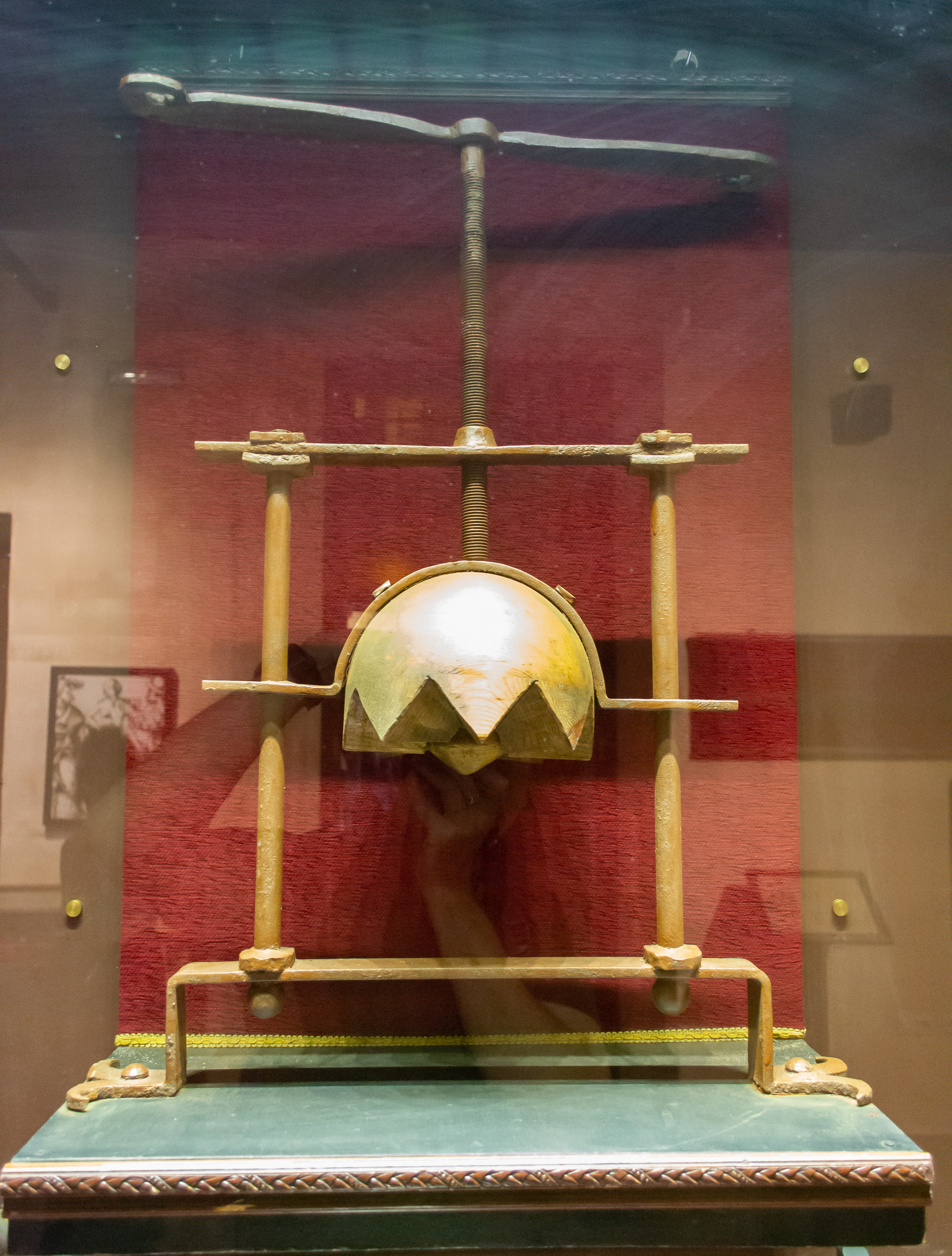
Aixafacaps exposat al Palau dels Oblidats de Granada.

L'aixafacaps és un instrument de tortura aplicat a l'edat mitjana, destinat a rebentar els ossos del crani.
La barbeta de la víctima es col·locava a la barra inferior de l'instrument, i el casquet era empès cap avall pel cargol. Els efectes d'aquest procés són evidents: primer, es destrossen els alvèols dentaris, després les mandíbules, i, finalment, el cervell s'escorre entre les conques dels ulls i entre els fragments de crani.
Existeixen uns instruments semblants anomenats "trencacranis", que, com el seu nom indica, la seva finalitat està a trencar el crani de la víctima.